# Październik 2015

## 31 października
- W katastrofie samolotu rosyjskich linii Metrojet w Egipcie zginęły 224 osoby. Maszyna leciała z Szarm el-Szejk do Petersburga. Wstępne ustalenia wskazują na usterkę techniczną jako powód wypadku. (wp.pl)
- Co najmniej 64 osoby, w tym 28 dzieci, zginęło podczas ataków wojsk rządowych, wspieranych przez rosyjskie lotnictwo w prowincji Aleppo na północy Syrii. (dziennik.pl)
- 17 robotników zginęło a 23 zostało rannych, w tym 9 ciężko, podczas remontu budynku, który zawalił się w mieście Beiwudu, w prowincji Henan w środkowych Chinach. (wp.pl)
- Co najmniej 15 osób zginęło a 13 osób zostało rannych w pożarze na targowisku w mieście Zamboanga, na południu Filipin. (wp.pl)
- W rozegranym na stadionie Twickenham w Londynie finale pucharu świata w rugby Nowa Zelandia pokonała 34:17 Australię. (sport.pl)
- Po raz 33 rozdano Golden Joystick Awards. W tym roku gracze z całego świata ogłosili, że polska gra Wiedźmin 3: Dziki Gon jest najlepszą grą ostatnich miesięcy. (filmweb.pl)

## 30 października
- Co najmniej 40 osób zginęło a 100 zostało rannych w wyniku ataku syryjskiego rządu na bazar w Dumie, niedaleko Damaszku. (tvn24.pl)
- Co najmniej 27 osób poniosło śmierć, a 180 zostało rannych w rezultacie wybuchu i pożaru w klubie nocnym w Bukareszcie. (wp.pl)
- Na Morzu Egejskim zatonęły dwie łodzie z migrantami na pokładzie, w wyniku czego utopiło się 21 osób. (tvn24.pl)
- Dwie osoby zginęły, a pięć zostało rannych w wyniku pożaru składów amunicji w mieście Swatowe w obwodzie ługańskim na wschodzie Ukrainy. (wp.pl)
- We Włoszech rozbił się prototypowy samolot pionowego startu AW609. Na pokładzie maszyny było dwóch pilotów, którzy zginęli. (wp.pl)
- Rosyjskie ataki lotnicze w Syrii spowodowały jak dotąd śmierć około 600 osób, spośród których 1⅓ stanową cywile. (wp.pl)
- Rosyjskie lotnictwo wojskowe w Syrii zniszczyło w trakcie prowadzonych od miesiąca działań ponad 1,6 tys. obiektów infrastruktury Państwa Islamskiego. (wp.pl)
- Blisko 36 tys. żołnierzy i pracowników wojska z ponad 30 państw członkowskich oraz partnerskich NATO, w tym 640 z Polski, bierze udział w Trident Juncture 2015, największych ćwiczeniach sojuszu od 2002 roku. Odbywają się one we Włoszech, Portugalii i Hiszpanii. (onet.pl)

## 29 października
- Co najmniej dziesięć pocisków rakietowych eksplodowało dzisiaj w bezpośrednim sąsiedztwie ambasady rosyjskiej w Damaszku, wyrządzając szkody materialne. (onet.pl)
- Państwa Unii Europejskiej zawiesiły na cztery miesiące sankcje wobec 170 przedstawicieli władz Białorusi, w tym prezydenta Aleksandra Łukaszenki. Decyzja została podjęta w kontekście poprawy stosunków UE z tym krajem. (wp.pl)
- Około tysiąca demonstrantów zebrało się w Pradze w proteście przeciwko uchodźcom i unijnej polityce imigracyjnej. (wp.pl)
- Rosyjskie śledztwo w sprawie katastrofy smoleńskiej zostało przedłużone do 10 marca przyszłego roku. Przed zakończeniem tego dochodzenia nie ma mowy, żeby wydano Polsce wrak tupolewa. (tvn24.pl)
- Największy niemiecki bank komercyjny Deutsche Bank zapowiedział, że w związku z trudnościami rynkowymi zlikwiduje do 2018 roku około 9 tys. miejsc pracy, w tym 4 tys. w Niemczech. (tvn24bis.pl)
- Chiny rezygnują z trwającej od dekad polityki jednego dziecka. Od tej pory wszystkie pary będą mogły mieć dwoje dzieci. (tvn24bis.pl)
- Rosja przetestowała najnowszy pocisk międzykontynentalny RS-24 Jars. Rakietę odpalono z europejskiej części Rosji a jej głowice miały trafić w Kamczatkę. Próba miała „zweryfikować” jakość wykonania RS-24 Jars w wersji odpalanej z silosu, która jest najnowszą w całym rosyjskim wojsku. (tvn24.pl)

## 28 października
- Austria zbuduje płot na granicy ze Słowenią w celu kontroli napływu migrantów. (wp.pl)
- Urzędujący prezydent Wybrzeża Kości Słoniowej Alassane Ouattara uzyskał 83% głosów wyborach szefa państwa, z łatwością pokonując pozostałych kandydatów i zapewniając sobie reelekcję. (onet.pl)
- Koncern Northrop Grumman zbuduje nowy amerykański bombowiec strategiczny. Nowa maszyna zastąpi starzejące się bombowce B-52 Stratofortress i B-1B Lancer, które stanowią podstawę sił uderzeniowych dalekiego zasięgu USA. (tvn24.pl)

## 27 października
- Helikopter z 16 osobami na pokładzie został zestrzelony i runął do morza na zachód od stolicy Libii. (wp.pl)
- Na granicy Pakistanu i Afganistanu doszło do strzelaniny, w wyniku której zginęło siedmiu pakistańskich żołnierzy. (onet.pl)
- Dżihadyści z Państwa Islamskiego zabili kolejnych trzech jeńców w mieście Palmyra w Syrii. Według informacji miejscowych aktywistów islamiści mieli przywiązać trzech mężczyzn do antycznym kolumn i wysadzić ich w powietrze. (wp.pl)
- Turecka policja zatrzymała ponad 70 osób podejrzanych o przynależność do Państwa Islamskiego. Operację antyterrorystyczną siły bezpieczeństwa przeprowadziły w kilku miastach, w tym w Stambule i Konya. (onet.pl)
- Członek saudyjskiej rodziny królewskiej i 4 inne osoby zostały zatrzymane na lotnisku w Bejrucie podczas próby wywozu narkotyków z Libanu. Oskarżono ich o próbę przemytu 2 ton tabletek Captagonu, które zawierają amfetaminę. (tvn24.pl)
- Co najmniej 80 szefów państw i rządów z Barackiem Obamą i Xi Jinpingiem na czele potwierdziło, że weźmie udział 30 listopada w inauguracji paryskiej konferencji klimatycznej COP21. (onet.pl)
- Unia Europejska i Kosowo podpisały w Strasburgu układ o stabilizacji i stowarzyszeniu, który ma wzmocnić współpracę gospodarczą i handlową oraz przybliżyć ten najbiedniejszy kraj Bałkanów do standardów unijnych. (onet.pl)

## 26 października
- Co najmniej 300 osób zginęło i niemal 1200 zostało rannych w trzęsieniu ziemi, które wystąpiło w Azji Południowej. Jego magnituda wyniosła 7,5 stopni w skali Richtera. Epicentrum znajdowało się ok. 80 km na południowy wschód od Fajzabadu, w trudno dostępnym regionie w Hindukuszu, a hipocentrum na głębokości prawie 200 km. (tvnmeteo.tvn24.pl)
- Dwóch tureckich policjantów i siedmiu dżihadystów z Państwa Islamskiego zginęło podczas starcia, do którego doszło na południowym wschodzie kraju. (tvn24.pl)
- Co najmniej trzy osoby zginęły w zamachu samobójczym dokonanym w meczecie w Arabii Saudyjskiej, w prowincji Nadżran na granicy z Jemenem. (onet.pl)
- W wyniku zderzenia promu z niezidentyfikowanym obiektem u wybrzeży Hongkongu rannych zostało około 100 osób. (onet.pl)
- W Argentynie rozpoczęły się wybory prezydenckie. Argentyńczycy wybierają część parlamentu – 130 deputowanych i 24 senatorów – oraz prezydenta. (onet.pl)
- Prezes partii KORWiN, europoseł Janusz Korwin-Mikke, został ukarany przez przewodniczącego Parlamentu Europejskiego za zakłócenie przebiegu sesji PE, m.in. przez wznoszenie ręki w hitlerowskim geście. Polak został wykluczony z prac PE na 10 dni oraz straci 10 diet. (onet.pl)
- W niedzielnych wyborach parlamentarnych w Polsce zwyciężyło Prawo i Sprawiedliwość uzyskując 37,58% głosów w wyborach do sejmu. (gazeta.pl)
- Około 10-12 tysięcy sympatyków antyimigranckiego ruchu społecznego PEGIDA demonstrowało w Dreźnie na wschodzie Niemiec. (tvn24.pl)

## 25 października
- W Polsce odbyły się wybory parlamentarne. (wp.pl)
- W Bułgarii rozpoczęły się wybory samorządowe. Ponad 43 tys. kandydatów na radnych i kmetów miast wystawiło 71 partii i 3 koalicje. (onet.pl)
- 17 osób zginęło w pożarze, który wybuchł w zatłoczonym klubie karaoke na indonezyjskiej wyspie Celebes. 71 osób przewieziono do szpitala z powodu zatrucia dymem. (onet.pl)
- Pięć osób zginęło po tym jak zatonęła u wybrzeży wyspy Vancouver w Kanadzie łódź turystyczna z 27 osobami na pokładzie. (wp.pl)
- Co najmniej 260 osób zostało zatrzymanych w Gwatemali, w której obowiązuje prohibicja ze względu na odbywającą się drugą turę wyborów prezydenckich. (wp.pl)

## 24 października
- 4 osoby zginęły, a co najmniej 40 zostało rannych, kiedy samochód kierowany przez 25-letnią kobietę wjechał w tłum widzów podczas parady zorganizowanej przez uniwersytet stanu Oklahoma w mieście Stillwater. (wp.pl)
- Bułgarska policja zatrzymała w ciągu doby 25 przemytników ludzi, 225 nielegalnych migrantów oraz 38 osób poszukiwanych za różne przestępstwa. (wp.pl)
- Policja w stolicy Czarnogóry, Podgoricy użyła gazu łzawiącego, aby rozproszyć kolejną antyrządową demonstrację, której uczestnicy domagali się ustąpienia premiera Milo Đukanovićia i zorganizowania przedterminowych wyborów. (tvn24.pl)
- W indonezyjskiej prowincji Aceh wprowadzono restrykcyjny, oparty na islamie kodeks karny, który penalizuje m.in. cudzołóstwo, homoseksualizm i publiczne okazywanie sobie uczuć przez osoby niepozostające w uznanych prawem związkach. (wp.pl)
- Bułgarski premier Bojko Borisow po rozmowie z szefami rządów Serbii Aleksandrem Vucziciem i Rumunii Victorem Pontą zapowiedział, że Bułgaria, Serbia i Rumunia mogą zamknąć granice dla migrantów. (tvn24.pl)
- Większością ⅔ głosów na synodzie biskupów na temat rodziny zaaprobowano w głosowaniach wszystkie 94 punkty relacji końcowej. Zgodnie z przewidywaniami nie doszło do przełomu, ale wyrażono większe zrozumienie dla rozwodników. (onet.pl)

## 23 października
- Dwa samobójcze zamachy bombowe na meczety w północno-wschodniej Nigerii pochłonęły co najmniej 42 ofiary śmiertelne. Nad ranem 15 osób zginęło w mieście Maiduguri. Po południu zamachowiec zabił 27 osób i ranił prawie 100 w mieście Yola. (onet.pl)
- 42 osoby, głównie ludzie starsi, zginęły w zderzeniu czołowym autokaru i ciężarówki na południowym zachodzie Francji. Ofiary to członkowie klubu trzeciego wieku, którzy jechali na jednodniową wycieczkę. (wp.pl)
- W samobójczym zamachu bombowym na procesję Szyitów w Dżakobabadzie na południu Pakistanu z okazji szyickiego święta Aszura zginęły co najmniej 24 osoby, a 40 zostało rannych. (tvn24.pl)
- Co najmniej 3650 osób zginęło od bomb w trakcie nalotów prowadzonych od ponad roku w Syrii przez lotnictwo międzynarodowej koalicji, której przewodzą Stany Zjednoczone. (wp.pl)
- 35 osób zatrzymanych i umieszczonych w areszcie domowym, 100 podejrzanych w wyniku śledztwa Gwardii Finansowej w magistracie w San Remo na północy Włoch w sprawie masowego uchylania się od pracy. (wp.pl)
- 17 osób zatrzymano podczas operacji włoskiej marynarki wojennej przeciwko przemytnikom migrantów. To największa dotychczas taka akcja wymierzona w przestępców wysyłających ludzi z wybrzeży Afryki do Włoch. (wp.pl)
- Na granicy USA i Meksyku odkryto jeden z najdłuższych tuneli granicznych, w którym znaleziono ok. 12 ton marihuany zapakowanych w prawie 900 paczek. W związku ze sprawą zatrzymano 22 osoby. (onet.pl)
- Potężny huragan Patricia dotarł znad Pacyfiku nad zachodnie wybrzeże Meksyku, ale straty, jakie spowodował, były mniejsze niż się spodziewano. Prędkość wiatru w huraganie wynosiła ok. 270 km/h. (wp.pl)

## 22 października
- Jedna osoba dorosła oraz czterech uczniów zostało rannych w ataku zamaskowanego mężczyzny z mieczem. Napastnik wtargnął do szkoły w zachodniej Szwecji, został postrzelony przez policję. (tvn24.pl)
- W ciągu ostatniego miesiąca w Iraku odnotowano ponad 1,6 tys. przypadków zachorowań na cholerę. (onet.pl)
- Portal WikiLeaks opublikował wiadomości z prywatnego konta mailowego dyrektora CIA Johna Brennana; dokumenty są z lat 2007–2009, zanim pracował jako doradca ds. walki z terroryzmem i przejął w 2013 r. funkcję szefa agencji wywiadowczej USA. (wp.pl)
- Amerykańskie siły specjalne przeprowadziły tajną operację w północnym Iraku, uwalniając około 70 zakładników. (tvn24.pl)
- Arabia Saudyjska planuje kupić cztery amerykańskie okręty walki przybrzeżnej Littoral Combat Ship. Kontrakt o wartości ponad 11 mld dolarów ma wzmocnić zdolności obronne sojuszników USA w regionie Zatoki Perskiej, zaniepokojonych podpisaniem porozumienia nuklearnego z Iranem. (tvn24.pl)
- Rosja planuje zbudowanie bazy wojskowej na Kurylach, które od niemal 70 lat są przedmiotem sporu między Rosją a Japonią. (wp.pl)
- Papież Franciszek ogłosił, że postanowił utworzyć w Watykanie nową kongregację do spraw świeckich, rodziny i życia. Powstanie ona z dwóch papieskich rad i jednej z Akademii. (onet.pl)

## 21 października
- Siły lojalne wobec rządu Iraku odkryły 19 zbiorowych grobów, w których pochowano 365 ciał dżihadystów z Państwa Islamskiego. Mogiły znajdowały się w mieście Bajdżi, ok. 200 km na północ od stolicy kraju, Bagdadu. (tvn24.pl)
- Chinka zastrzeliła w filipińskim mieście Cebu City dwóch chińskich dyplomatów i raniła konsula generalnego. Tożsamość kobiety, która została zatrzymana, nie została ujawniona. (onet.pl)
- Prezydent Ukrainy Petro Poroszenko zapowiedział, że niebawem jego kraj otrzyma nowoczesne radarowe stacje przeciwartyleryjskie ze Stanów Zjednoczonych. Mają one przybyć na Ukrainę w połowie listopada. (wp.pl)
- Siły zbrojne Stanów Zjednoczonych i kilku państw sojuszniczych wzięły udział w operacji jednoczesnego przechwycenia nieuzbrojonych rakiet balistycznych i pocisków manewrujących u wybrzeży Szkocji. Był to pierwszy test tarczy antyrakietowej w Europie. (onet.pl)
- Europejski Trybunał Praw Człowieka w Strasburgu orzekł, że agent rosyjskiej bezpieki Vytautas Vasiliauskas, który zwalczał podziemie niepodległościowe na Litwie po zakończeniu II wojny światowej, nie jest winien zbrodni ludobójstwa, za którą został skazany przez litewskie sądy. (wp.pl)
- Ośmiu producentów, w tym Hitachi, Toshiba, Samsung i Sony zostało ukaranych grzywną 116 mln euro za zmowę na rynku nagrywarek dysków optycznych. (onet.pl)
- Producent samochodów Ferrari zadebiutował na giełdzie w Nowym Jorku. Do akcjonariuszy trafiło 9 proc. akcji. W ten sposób koncern zarobił 893 mln dolarów. (tvn24bis.pl)
- Bezwzględną większością głosów Liberalna Partia Kanady Justina Trudeau wygrała wybory parlamentarne (cbc.ca)
- Koreańczyk Cho Seong-jin został zwycięzcą Konkursu Pianistycznego im. Fryderyka Chopina. (wyborcza.pl)
- Trzęsienie ziemi o sile 7,3 stopni w skali Richtera wystąpiło w rejonie archipelagu wysp Vanuatu na Pacyfiku. Epicentrum wstrząsów znajdowało się na głębokości 131 km, w odległości 335 km na północ od stolicy archipelagu Port Vila. (onet.pl)

## 20 października
- Co najmniej 45 ludzi, w tym cywile i dowódca rebeliantów, zginęło w atakach rosyjskiego lotnictwa na kontrolowane przez opozycję obszary w prowincji Latakia, na północnym zachodzie Syrii. (tvn24.pl)
- Dwóch Palestyńczyków zostało zabitych przez izraelskich żołnierzy w Hebronie na Zachodnim brzegu Jordanu po tym, gdy zaatakowali wojskowych nożem. (onet.pl)
- Co najmniej 12 osób zostało rannych w pożarze budynku mieszkalnego w miasteczku Gudensberg w Niemczech. Wśród poszkodowanych są imigranci z Polski i Bułgarii. (wp.pl)
- W regionie Moskwy zlikwidowano komórkę Partii Odrodzenia Islamskiego i zatrzymano jej przywódców. Według resortu zatrzymano 97 osób i większość z nich następnie zwolniono. (tvn24.pl)
- Francuska spółka Areva, największa w świecie firma przemysłu nuklearnego, zapowiedziała, że w ramach spowodowanej niekorzystnymi wynikami finansowymi restrukturyzacji zlikwiduje we Francji do 2017 roku 2700 miejsc pracy. (onet.pl)
- Największa w Wielkiej Brytanii firma hutnicza Tata Steel zapowiedziała zwolnienie 1200 pracowników w ramach restrukturyzacji, której konieczność uzasadnia m.in. zalewaniem rynku przez tanią chińską stal oraz silnym kursem funta. (onet.pl)
- 21 funkcjonariuszy węgierskiej policji granicznej aresztowano w ramach obławy na granicy z Ukrainą w związku z podejrzeniami o branie łapówek. (onet.pl)
- Rekordowo niski poziom wód w meksykańskim stanie Chiapas odsłonił ruiny XVI-wiecznego kościoła. Budowla, wzniesiona przez hiszpańskich kolonistów, pozostawała pod wodą od 1966 roku. (tvn24.pl)

## 19 października
- Dwie kobiety zabiły co najmniej 11 osób w samobójczym ataku w wiosce Dar, w stanie Adamawa, na północnym wschodzie Nigerii. (onet.pl)
- Mały samolot spadł wkrótce po starcie na dzielnicę domów mieszkalnych w stolicy Kolumbii. Zginął pilot i trzech pasażerów samolotu oraz jedna osoba na ziemi, która przebywała w budynku piekarni. (wp.pl)
- W Dreźnie na wschodzie Niemiec doszło do starć między sympatykami antyimigranckiego ruchu społecznego PEGIDA a uczestnikami lewicowej kontrdemonstracji. Jeden z sympatyków PEGIDY został ciężko ranny. (tvn24.pl)
- NATO rozpoczęło największe wojskowe manewry od zakończenia zimnej wojny. W bazie floty wojennej Sigonella na Sycylii dowódca wojsk US Army gen. Philip Breedlove powiedział, że „są one jasną wiadomością dla każdego potencjalnego agresora”, którego atak spotka się kontruderzeniem wojsk NATO. W manewrach na Morzu Śródziemnym i jego wybrzeżach uczestniczą dziesiątki samolotów, okręty i 36 tys. żołnierzy. (tvn24.pl)

## 18 października
- Potężny tajfun Koppu uderzył w Filipiny, w wyniku czego co najmniej 9 osób zginęło, a dziesiątki tysięcy osób zostało ewakuowanych z obszarów na północnym wschodzie kraju. (tvnmeteo.tvn24.pl)
- Koalicja pod dowództwem USA przeprowadziła pięć nalotów przeciwko Państwu Islamskiemu Syrii i 18 w Iraku. Pentagon poinformował, że w wyniku nalotu zginął przywódca powiązanego z Al-Ka’idą ugrupowania, który organizował szlaki przerzutu do Syrii nowych bojowników z Pakistanu przez Turcję. (tvn24.pl)
- Policja użyła gazu łzawiącego wobec kilkuset uczestników antyrządowego protestu w stolicy Czarnogóry, Podgoricy. Według świadków kilka osób zostało lekko rannych. Opozycja oskarża władze o autorytarne rządy i domaga się przyspieszonych wyborów. (wp.pl)
- W Egipcie rozpoczęło się głosowanie w wyborach parlamentarnych, pierwszych od obalenia przez armię w 2013 roku prezydenta Muhammada Mursiego i przejęcia władzy przez generała Abd al-Fattah as-Sisi. (onet.pl)
- Turecka policja aresztowała ok. 50 osób podejrzanych o powiązania z Państwem Islamskim. Wśród zatrzymanych są obcokrajowcy, planujący podróż w strefy konfliktu do Syrii i Iraku. (wp.pl)
- Linie lotnicze Air France potwierdziły, że zlikwidują w 2016 roku blisko 1000 miejsc pracy w ramach dwuletniego planu likwidacji 2,9 tys. stanowisk. (onet.pl)
- Francja pokonała 3:0 Słowenię w rozegranym w Sofii finale mistrzostw Europy siatkarzy. (sport.pl)

## 17 października
- Co najmniej 40 dżihadystów Państwa Islamskiego zostało zabitych w ataku lotniczym na ich konwój w prowincji Hama na zachodzie Syrii. (onet.pl)
- W omyłkowym ataku powietrznym dowodzonej przez Arabię Saudyjską koalicji przeciwko szyickim rebeliantom Huti w Jemenie zginęło co najmniej 30 żołnierzy sił prorządowych, a 40 zostało rannych. (tvn24.pl)
- Do 16 wzrosła liczba ofiar śmiertelnych katastrofy statku spacerowego, który zatonął w wyniku silnego sztormu na Morzu Czarnym w pobliżu miasta Białogród nad Dniestrem w obwodzie odeskim na południu Ukrainy. (wp.pl)
- 12 migrantów zginęło, gdy ich łódź zatonęła na Morzu Egejskim u wybrzeży tureckich. Straż przybrzeżna uratowała 25 osób. (onet.pl)
- Napastnik uzbrojony w kałasznikowa zaatakował miejsce spotkań szyitów w mieście Saihat na wschodzie Arabii Saudyjskiej, zabijając co najmniej pięciu ludzi. Napastnik zginął w wymianie ognia z policją. (wp.pl)
- Czworo Palestyńczyków zostało zastrzelonych, a jeden ranny, gdy atakowali lub próbowali zaatakować nożami Izraelczyków w Jerozolimie Wschodniej i na Zachodnim Brzegu Jordanu.
- Kilkaset osób manifestowało w centrum Moskwy przeciwko rosyjskiej interwencji militarnej w Syrii; jedną osobę zatrzymano. (onet.pl)
- W Hiszpanii zatrzymano 81 mężczyzn podejrzanych o rozpowszechnianie w internecie pedofilskich zdjęć i filmów. (wp.pl)

## 16 października
- Od początku rewolty przeciwko reżimowi Baszszara al-Asada przed czterema laty, wojna domowa w Syrii pochłonęła ponad 250 tys. ofiar śmiertelnych. (tvn24.pl)
- Bilans tegorocznej pielgrzymki do Mekki wzrósł do co najmniej 1753 ofiar śmiertelnych, o czym poinformowała Agence France-Presse na podstawie zestawień z 31 państw. (tvn24.pl)
- Syryjska armia wraz z sojusznikami irańskimi oraz bojownikami szyickiego Hezbollah rozpoczęła przy wsparciu rosyjskiego lotnictwa, ofensywę lądową przeciwko rebeliantom w okolicy Aleppo w zachodniej Syrii. (onet.pl)
- Tysiące Greków demonstrowały w centrum Aten i przed gmachem parlamentu przeciwko dalszym przedsięwzięciom oszczędnościowym. (tvn24bis.pl)
- Albańska policja przechwyciła 3,2 tony konopi indyjskich podczas dużej operacji przeciwko producentom i handlarzom narkotyków. Na konopie natrafiono w górzystym rejonie w pobliżu miasta Gjirokastra, 220 km na południe od Tirany. (wp.pl)
- Urzędujący szef państwa Alaksandr Łukaszenka zdobył 83,47% głosów w wyborach prezydenckich. (tvn24.pl)

## 15 października
- Kilkadziesiąt osób zginęło w rezultacie eksplozji dwóch bomb w meczecie w mieście Maiduguri, w północno-wschodniej Nigerii. (onet.pl)
- Grecka straż graniczna odnalazła ciała siedmiu uchodźców, którzy zginęli w wyniku zderzenia barki ze statkiem żeglugi dalekomorskiej na Morzu Egejskim. (wp.pl)
- Samoloty rosyjskie wykonały 33 loty bojowe w Syrii, bombardując 32 cele Państwa Islamskiego. (onet.pl)
- Niemiecki wywiad zagraniczny Bundesnachrichtendienst inwigilował ambasady, a także inne instytucje Stanów Zjednoczonych i krajów Unii Europejskiej. (wp.pl)
- W Chorwacji zalegalizowano wykorzystywanie marihuany w celach medycznych. Ma to pomóc pacjentom cierpiącym na takie choroby jak stwardnienie rozsiane, rak czy AIDS. (wp.pl)
- Porozumienie o finansowaniu budowy połączenia gazowego między Polską a Litwą podpisano w Brukseli. (onet.pl)
- Egipt, Japonia, Senegal, Ukraina i Urugwaj zostały wybrane na nowych niestałych członków Rady Bezpieczeństwa ONZ. (onet.pl)
- Budowa ogrodzenia na granicy Węgier i Chorwacji została ukończona. (onet.pl)
- Manewry rosyjskich wojsk powietrznodesantowych rozpoczęły się w obwodzie pskowskim na terenie Zachodniego Okręgu Wojskowego FR. Główna faza ćwiczeń przewiduje zrzucenie desantu w liczbie ok. 1500 żołnierzy i 15 jednostek sprzętu bojowego. (tvn24.pl)
- Zakończyły się, rozgrywane w katarskiej Dosze, mistrzostwa świata w boksie. (aiba.s3.amazonaws.com)

## 14 października
- Tysiące policjantów manifestowało przed gmachem Ministerstwa Sprawiedliwości w Paryżu przeciw niewystarczającemu finansowaniu policji i pobłażliwości wymiaru sprawiedliwości wobec przestępców. Jest to pierwszy od 10 lat protest policji we Francji. (onet.pl)
- Niemiecki tygodnik „Der Spiegel”, powołując się na badania śledczych, podał, że co najmniej 30 menedżerów Volkswagena było zamieszanych w aferę związaną z manipulacjami wynikami pomiarów emisji spalin w silnikach Diesla. (onet.pl)
- Unikatowe zdjęcie przedstawiające Billy’ego The Kida z 1878 roku odnalazł przypadkiem kolekcjoner w kalifornijskim sklepie ze starociami. Zapłacił za nie jedynie dwa dolary. (onet.pl)
- Podczas otrzęsin na Uniwersytecie Technologiczno-Przyrodniczym w Bydgoszczy wybuchła panika, w wyniku której zmarły 2 osoby. (tvn24.pl, wiadomosci.dziennik.pl)

## 13 października
- Laureatem tegorocznej Nagrody Bookera został jamajski powieściopisarz Marlon James za powieść A Brief History of Seven Killings (bbc.com)
- Co najmniej trzy osoby zginęły, a co najmniej kilkanaście zostało rannych w serii ataków Palestyńczyków w Jerozolimie i na przedmieściach Tel Awiwu. (tvn24.pl)
- Ambasada Rosji w Damaszku została ostrzelana dwoma pociskami moździerzowymi w chwili, gdy zaczynała się manifestacja poparcia dla tego kraju za interwencję w Syrii. (wp.pl)
- Szef Frontu Al-Nusra Mohamad al-Golani wyznaczył nagrodę 3 mln euro za zabicie prezydenta Syrii Baszszara al-Asada oraz 2 mln euro za przywódcę libańskiego Hezbollahu szejka Hasana Nasr Allaha. (tvn24.pl)
- Największy na świecie producent piwa, belgijski Anheuser-Busch InBev przejmie brytyjskiego SABMillera. Wartość transakcji to 69 mld funtów. Nowa grupa browarnicza będzie warta 275 mld dol. i będzie dostarczała na rynek co trzecie piwo na świecie. (onet.pl)

## 12 października
- Pięciu żołnierzy NATO zginęło, a kolejnych pięciu zostało rannych w katastrofie wojskowego śmigłowca w Kabulu. (wp.pl)
- Dziewięciu więźniów, w tym skazani za islamski ekstremizm i terroryzm, zbiegło z aresztu śledczego pod Biszkekiem w Kirgistanie; zabili trzech strażników. (tvn24.pl)
- Rosyjskie samoloty bojowe przeprowadziły w ciągu doby 55 lotów z bazy Humajmim i raziły 53 cele Państwa Islamskiego w Syrii. (onet.pl)
- Po zakończeniu wyborów prezydenckich na Białorusi kilkaset osób przeszło ulicami Mińska z placu Październikowego do placu Niepodległości, gdzie znajduje się siedziba rządu. (wp.pl)
- Ukraina całkowicie wstrzymuje połączenia lotnicze z Rosją. Decyzja ta zacznie obowiązywać 25 października i będzie dotyczyć wszystkich rosyjskich przewoźników lotniczych. (tvn24bis.pl)
- W zorganizowanej przez ruch społeczny PEGIDA demonstracji przeciwko imigrantom uczestniczyło w Dreźnie 9 tys. osób. (wp.pl)
- Na ulicach stolicy Kosowa doszło do starć demonstrantów z policją po zatrzymaniu i przesłuchaniu Albina Kurtiego, przywódcy opozycyjnej, radykalnie nacjonalistycznej partii Veteovendosje. 10 osób zostało rannych, w tym 7 policjantów. (tvn24.pl)
- Angus Deaton został laureatem Nagrody Banku Szwecji im. Alfreda Nobla w dziedzinie ekonomii za analizę konsumpcji, ubóstwa i dobrobytu. (nobelprize.org), (onet.pl)
- Nowym prezesem serwisu społecznościowego Twitter został Jack Dorsey. (tvn24bis.pl)

## 11 października
- Co najmniej dziewięć osób, w tym kilkoro dzieci, zginęło w pożarze w obozowisku kamperów na południu Dublina. (wp.pl
- Do 97 wzrosła liczba zabitych w zamachu w Ankarze, przed początkiem pokojowej demonstracji działaczy prokurdyjskich. Ok. 10 tys. ludzi protestowało w Stambule przeciwko atakowi terrorystycznemu. (onet.pl)
- Liczba ofiar śmiertelnych lawiny ziemnej, która zeszła na wioskę na południu Gwatemali, wzrosła do 266 osób. Kilkudziesięciu mieszkańców nadal jest zaginionych. (tvnmeteo.tvn24.pl)
- Co najmniej 66 Palestyńczyków odniosło rany, gdy izraelska policja otworzyła ogień do demonstrantów w Ramallah, Nablusie i Wschodniej Jerozolimie, ostrzeliwując ich amunicją małokalibrową i gumową. (wp.pl)
- Koalicja pod wodzą Stanów Zjednoczonych przeprowadziła 18 ostrzałów na pozycje Państwa Islamskiego w Iraku i Syrii. (onet.pl)
- Tureckie siły powietrzne zbombardowały pozycje bojowników Partii Pracujących Kurdystanu na południowym wschodzie kraju, a także w północnym Iraku. Do ataku doszło mimo ogłoszenia przez Kurdów zawieszenia broni. (onet.pl)
- Na Białorusi rozpoczęły się wybory prezydenckie. (wp.pl)

## 10 października
- Co najmniej 86 zabitych, 186 rannych to najnowszy bilans ofiar wybuchów terrorystycznych, do jakich doszło w pobliżu dworca w stolicy Turcji, Ankarze. (tvn24.pl)
- Co najmniej 17 osób zginęło w wyniku eksplozji butli gazowej w restauracji na wschodzie Chin. (onet.pl)
- W 64 nalotach rosyjskie lotnictwo w ciągu doby zbombardowało 55 celów Państwa Islamskiego w Syrii. Zniszczono 29 obozów szkolenia, 23 ufortyfikowane pozycje, dwa ośrodki dowodzenia oraz skład amunicji. (onet.pl)
- Podczas demonstracji przeciwników budowy meczetu w mieście Bendigo w południowo-wschodniej części Australii doszło do starć protestujących z lewicowymi aktywistami. (tvn24.pl)
- Kilkadziesiąt tysięcy osób wzięło udział w demonstracji w Berlinie przeciwko planowanej umowie UE-USA o wolnym handlu. Niemieccy przeciwnicy porozumienia obawiają się m.in. obniżenia standardów w dziedzinie ochrony środowiska. (onet.pl)
- Kilka tysięcy osób wzięło udział w zorganizowanym przez białoruską opozycję bez zezwolenia władz marszu w Mińsku na rzecz wolnych wyborów. (onet.pl)
- Premier Francji Manuel Valls sfinalizował w Kairze sprzedaż Egiptowi dwóch okrętów wojennych typu Mistral. Według egipskiej telewizji Francja i Egipt porozumiały się też w sprawie współpracy wojskowej. (onet.pl)

## 9 października
- W pożarze domu w Kraju Krasnodarskim w Rosji zginęło siedmioro dzieci. Przyczyną tragedii prawdopodobnie była wadliwa instalacja gazowa. (wp.pl)
- Pięciu młodych Palestyńczyków zginęło, a około 20 zostało rannych w starciach z siłami bezpieczeństwa Izraela podczas zamieszek w Strefie Gazy. (wp.pl)
- Jedna osoba poniosła śmierć, a trzy zostały ranne w strzelaninie między dwiema grupami studentów na Uniwersytecie Północnej Arizony. (wp.pl)
- Agencja Associated Press podała, że w tragedii w Mekce we wrześniu br. podczas dorocznej pielgrzymki zginęło co najmniej 1399 osób, choć oficjalny bilans podawany przez Arabię Saudyjską to wciąż 769 ofiar śmiertelnych. (wp.pl)
- Organizacja Tunezyjski Kwartet na rzecz Dialogu Narodowego została tegorocznym laureatem Pokojowej Nagrody Nobla za swój decydujący wkład w budowę pluralistycznej demokracji w Tunezji, po jaśminowej rewolucji 2011 roku. (nobelprize.org)

## 8 października
- Do 191 wzrosła liczba śmiertelnych ofiar lawiny ziemnej, która zeszła na wioskę Santa Catarina Pinula, w pobliżu stolicy Gwatemali. Na liście zaginionych znajduje się nadal 150 osób. (tvn24.pl)
- Państwo Islamskie zabiło trzech chrześcijan-Asyryjczyków uprowadzonych w lutym w północno-wschodniej Syrii. (onet.pl)
- Siedem osób zostało rannych w Jerozolimie, Tel Awiwie, w Afuli i w pobliżu żydowskiego osiedla na Zachodnim Brzegu Jordanu w czterech atakach, m.in. z użyciem noży. (tvn24.pl)
- W polskich zakładach chemicznych Grupy Kapitałowej Synthos S.A. w Kralupach Nad Wełtawą koło Pragi doszło do wybuchu. Dwie osoby zostały ranne. (wp.pl)
- Rebelianci zestrzelili śmigłowiec w prowincji Hama na zachodzie Syrii. Nie wiadomo, czy była to maszyna sił syryjskich, czy rosyjskich. (tvn24.pl)
- Swiatłana Aleksijewicz została tegoroczną laureatką Nagrody Nobla w dziedzinie literatury (nobelprize.org)

## 7 października
- W dwóch nalotach koalicji pod wodzą Arabii Saudyjskiej w Jemenie, ok. 100 km na południe od Sany, zginęło co najmniej 51 uczestników przyjęcia weselnego, a 30 zostało rannych. (tvn24.pl)
- Stany Zjednoczone wraz z sojusznikami przeprowadziły 18 nalotów na cele Państwa Islamskiego w Iraku i dwa na pozycje dżihadystów w Syrii. (onet.pl)
- Ulicami Brukseli przeszła demonstracja protestujących przeciwko wolnorynkowym i oszczędnościowym decyzjom rządu premiera Belgii Charlesa Michela. Według policji brało w niej udział około 80 tys. osób. (onet.pl)
- 12 osób zostało zatrzymanych w Atenach za udział w szajce, która dostarczała migrantom podrabiane dokumenty umożliwiające im dalszą podróż po Unii Europejskiej. (wp.pl)
- Były przewodniczący Zgromadzenia Ogólnego Narodów Zjednoczonych John Ashe z Antigui i Barbudy został zatrzymany za wzięcie łapówki w wysokości ponad miliona dolarów. Zostało aresztowanych także pięciu innych podejrzanych. (onet.pl)
- Czeska policja przejęła ponad 100 kg materiałów wybuchowych, które przeznaczone były na sprzedaż na czarnym rynku. Zatrzymano również cztery osoby. (onet.pl)
- Tomas Lindahl, Paul Modrich i Aziz Sancar zostali tegorocznymi laureatami Nagrody Nobla w dziedzinie chemii za odkrycie mechanizmu naprawy DNA. Naukowcy wyjaśnili na poziomie molekularnym, w jaki sposób komórki naprawiają uszkodzone DNA i chronią informację genetyczną. (onet.pl, wyborcza.pl)

## 6 października
- Amerykański stan Karolina Południowa walczy ze skutkami największej w jego historii powodzi. Zginęło dziewięć osób. Gubernator Karoliny Południowej ogłosiła stan alarmowy. (onet.pl)
- Jedna osoba zginęła w pożarze w ośrodku dla uchodźców w mieście Saalfeld, na wschodzie Niemiec. (wp.pl)
- Holenderski frachtowiec zatonął na Morzu Północnym, u wybrzeży Belgii, po zderzeniu ze statkiem do transportu gazu, płynącym pod banderą Wysp Marshalla. 12-osobową załogę frachtowca uratowano. (tvn24.pl)
- Takaaki Kajita i Arthur B. McDonald zostali laureatami Nagrody Nobla w dziedzinie fizyki za odkrycie oscylacji neutrin, co dowodzi, że te cząstki elementarne mają masę. (nobelprize.org, wp.pl)
- W ramach sfinalizowanej ugody koncern energetyczny BP wypłaci rządowi USA i pięciu stanom łącznie 20,8 mld dolarów z tytułu roszczeń będących skutkiem wycieku ropy z platformy wiertniczej w Zatoce Meksykańskiej w 2010 roku. (tvn24bis.pl)
- Ukraiński parlament uchwalił ustawę, która umożliwi cudzoziemcom i bezpaństwowcom służbę w wojsku. Ureguluje to status prawny osób bez obywatelstwa Ukrainy, które uczestniczą w walkach z prorosyjskimi separatystami w Donbasie. (onet.pl)

## 5 października
- W nawałnicy, która przeszła nad południową Francją, zginęło 18 osób, a cztery uznano za zaginione. (onet.pl)
- Dżihadyści z Państwa Islamskiego wysadzili w Palmyrze starożytny łuk triumfalny. (wp.pl)
- William C. Campbell i Satoshi Ōmura oraz Tu Youyou zostali laureatami Nagrody Nobla z dziedziny medycyny i fizjologii za opracowanie terapii, które zrewolucjonizowały leczenie niektórych z najbardziej wyniszczających chorób pasożytniczych. Campbell i Ōmura zostali uhonorowani za odkrycie leku na choroby wywołane przez nicienie, natomiast Tu Youyou za odkrycia dotyczące nowych metod leczenia malarii. (onet.pl)
- Gubernator Kalifornii podpisał ustawę legalizującą samobójstwo dokonywane przy pomocy lekarza. Nowe przepisy, które opierają się na podobnej ustawie ze stanu Oregon, wejdą w życie 1 stycznia 2016 roku. (tvn24.pl)

## 4 października
- W dwóch samobójczych zamachach bombowych, przeprowadzonych w szyickich dzielnicach Bagdadu z użyciem samochodów pułapek, zginęło co najmniej 18 osób, a 60 zostało rannych. (tvn24.pl)
- Dwóch Izraelczyków zostało zasztyletowanych w rejonie Starego Miasta w Jerozolimie. Palestyński napastnik zranił też ciężko kobietę i lżej dziecko. Do ataku przyznała się organizacja „Islamski Dżihad”. (wp.pl)
- Dziesiątki tysięcy osób ewakuowano przed nadejściem tajfunu Mujigae (o szybkości wiatru dochodzącej do 112 km/h), który zbliża się do półwyspu Leizhou, w chińskiej prowincji Guangdong, i do wyspy Hajnan. (wp.pl)
- Ok. 20 tys. osób demonstrowało w centrum stolicy Mołdawii, Kiszyniowie, domagając się rezygnacji wyższych przedstawicieli władz i przyspieszonych wyborów w związku z nielegalnym wyprowadzeniem z systemu bankowego państwa miliarda dolarów. (onet.pl)
- Zakończył się cykl wyścigów kolarskich UCI World Tour 2015. W końcowych klasyfikacjach triumfowali: Alejandro Valverde (indywidualnie), Movistar Team (drużynowo) oraz Hiszpania (według państw). (uci.html.infostradasports.com)
- „Nike” – polską nagrodę literacką – otrzymała Olga Tokarczuk za „Księgi Jakubowe”. (wyborcza.pl)
- Rosjanki pokonały 3:0 Holenderki w rozegranym w Rotterdamie finale mistrzostw Europy siatkarek (polskieradio.pl)

## 3 października
- 19 osób, w tym troje dzieci, zginęło wskutek omyłkowego zbombardowania szpitala prowadzonego przez Lekarzy bez Granic, znajdującego się w mieście Kunduz na północy Afganistanu (wp.pl)
- Amerykańska straż przybrzeżna poszukiwała statku handlowego, który zaginął w strefie huraganu Joaquin. Wśród 33-osobowej załogi było 5 Polaków. (wp.pl)
- Dwie eksplozje wstrząsnęły przedmieściami nigeryjskiej stolicy Abudży, były ofiary śmiertelne. Wybuch nastąpił w okolicy, która była wcześniej celem ataku islamistycznego ugrupowania Boko Haram. (tvn24.pl)
- Rosyjskie lotnictwo dokonało w ciągu trzech dni ok. 60 nalotów na cele Państwa Islamskiego w Syrii. Zniszczonych zostało około 50 obiektów, w tym centrum dowódcze oraz podziemny schron z arsenałem pocisków w okolicach miasta Ar-Rakka. (tvn24.pl)
- Hiszpański rząd podjął uchwałę, którą przyznaje prawo do obywatelstwa tego kraju 4302 potomkom Żydów sefardyjskich, wygnanych z Hiszpanii w 1492 roku. (onet.pl)
- Reprezentacja gospodarzy zwyciężyła w rozegranych w Chinach mistrzostwach Azji w koszykówce. (polskikosz.pl, fiba.com)

## 2 października
- 10 osób zginęło, a 7 zostało rannych w strzelaninie w stanie Oregon. Wśród zabitych jest sprawca masakry. (wp.pl)
- Na lotnisku w Dżalalabadzie we wschodnim Afganistanie rozbił się amerykański wojskowy samolot transportowy typu C-130 Hercules. Zginęło 11 osób. (wp.pl)
- 46 przemytników ludzi zatrzymano w Bułgarii podczas wspólnej akcji prokuratury, MSW i kontrwywiadu. Wszczęto 38 dochodzeń wstępnych, za przekazanie informacji przemytnikom zatrzymano pracownika kontrwywiadu i dwóch policjantów. (onet.pl)
- Tunezja zniosła stan wyjątkowy, wprowadzony po zamachu terrorystycznym w Susie. (wp.pl)

## 1 października
- Startująca z kosmodromu Kourou w Gujanie Francuskiej rakieta Ariane 5 wyniosła pomyślnie na orbitę wokółziemską dwa satelity telekomunikacyjne. (onet.pl)
- Laureatami nagrody Right Livelihood Award zostali aktywiści z Kanady, Ugandy, Włoch i Wysp Marshalla, którzy działają na rzecz ofiar konfliktów zbrojnych, walczą o prawa człowieka i rozbrojenie mocarstw nuklearnych. (onet.pl)
- Ulewny deszcz w Gwatemali wywołał lawinę błotną w El Cambray II. W wyniku żywiołu zginęło przynajmniej 130 osób, 32 zostały ranne, a ok. 300 uznano za zaginione. (wp.pl, tvnmeteo.tvn24.pl)